# Ларнакс
Ла́рнакс (др.-греч. λάρναξ, мн. ч. λάρνακες) — тип саркофага в минойской культуре и античной Греции в виде небольшого закрытого ящика, в который помещали согнутое тело умершего или кремационную золу.
Первые ларнаксы появились в минойские времена в эпоху Эгейской бронзы, когда они приобрели форму керамических ящиков, имитировавших деревянные сундуки, возможно, по образцу древнеегипетских постельных сундуков. Они были богато украшены абстрактными узорами, осьминогами и сценами охоты и ритуалов.
Во время более позднего эллинистического периода стали популярны ларнаксы в виде мелких терракотовых саркофагов, некоторые из которых были расписаны в стилях, аналогичных современным им греческим вазам.
В нескольких особых случаях, как представляется, ларнаксы делались из ценных материалов, как образец IV века до нашей эры, найденный в Вергине в северной Македонии, с солярным изображением на крышке (отсюда название символа «Вергинская звезда»). Манолис Андроникос, руководитель археологических раскопок, полагал, что этот ларнакс, скорее всего, содержал останки царя Македонии Филиппа II, отца Александра Великого.